# Tawan Vihokratana
Tawan Vihokratana (tiếng Thái: ตะวัน วิหครัตน์, phiên âm: Ta-van Vi-hóc-rát, sinh ngày 20 tháng 7 năm 1991) còn có nghệ danh là Tay (เต), là một diễn viên và người dẫn chương trình người Thái Lan trực thuộc GMMTV. Anh là cựu học sinh trường Đại học Chulalongkorn và bắt đầu bước chân vào ngành giải trí với vai trò MC của Five Live Fresh trên kênh Bang Channel vào năm 2014. Cũng vào năm 2014, Tay có được vai diễn đầu tay của mình với Room Alone 401-410 và nhận được nhiều phản hồi tích cực sau khi lọt vào Top 50 Most Eligible Bachelors of 2014 của CLEO Thailand. Anh vào vai phụ Pete trong Kiss: The Series (2016), cùng với Thitipoom Techaapaikhun vai Kao, và vào năm 2018 trở thành host mới của School Rangers cùng với các nghệ sĩ khác của GMMTV. Anh tiếp tục vai diễn Pete nói trên với các bộ phim Kiss Me Again (2018), Our Skyy (2018) và mới đây nhất là Dark Blue Kiss (2019).

## Tiểu sử và học vấn
Tay sinh ra tại Băng Cốc, Thái Lan. Học tốt ở lĩnh vực Khoa học và Toán học, Tay đã hoàn thành chương trình giáo dục phổ thông tại Trường Suankularb Wittayalai. Ban đầu, Tay dự định sẽ theo học Cử nhân Hóa học tại Khoa Khoa học trường Đại học Chulalongkorn nhưng rồi lại đổi ý học Cử nhân Kinh tế tại Khoa Kinh tế cùng trường. Anh từng được chọn làm người cầm trượng thế hệ thứ 5 của của trường cho Trận Bóng đá Truyền thống Chula–Thammasat lần thứ 68 vào năm 2012, cùng với các diễn viên Pat Chatborirak và Pakorn Thanasrivanitchai.

## Sự nghiệp
Anh bắt đầu tham gia vào ngành giải trí với vai trò host của chương trình Five Live Fesh, một chương trình âm nhạc dành cho giới trẻ của Bang Channel. Các bạn dẫn của anh khi đó là Thitipoom Techaapaikhun và Jumpol Adulkittiporn.
Anh có vai diễn đầu tay vào cùng năm đó với vai phụ Warm trong Room Alone 401-410. Anh còn xuất hiện trong Ugly Duckling: Don't (2015). Năm 2016, anh có được vai phụ Philiip trong bộ phim U-Prince The Series: The Foxy Pilot và Pete trong Kiss: The Series.
Năm 2017, anh thủ vai chính Alan trong Secret Seven: The Series.
Anh dần trở nên nổi tiếng với vai diễn Pete trong Kiss Me Again (2018) và Dark Blue Kiss (2019). Anh còn vào vai Shin trong 3 Will Be Free (2019). Anh cũng làm host của một chương trình ẩm thực của GMMTV mang tên TayNew Meal Date cùng với người bạn diễn Thitipoom Techaapaikhun.
Vào năm 2020, anh thủ vai chính Teedo trong phim I'm Tee Me Too và vào vai khách mời Yuth trong The Gifted: Graduation. Anh cũng đảm nhận vai trò host chương trình Friend Drive cùng với Jumpol Adulkittiporn và Weerayut Chansook.

## Các phim tham gia

### Phim truyền hình
| Năm  | Tên phim                           | เรื่อง                              | Vai                                   | Ghi chú             | Ref.   |
| ---- | ---------------------------------- | --------------------------------- | ------------------------------------- | ------------------- | ------ |
| 2014 | Room Alone 401-410                 | รูมอะโลน                           | Warm                                  | Vai phụ             | [ 7 ]  |
| 2015 | Ugly Duckling: Don't               | รักนะเป็ดโง่                         | Ter                                   | Khách mời           |        |
| 2015 | Room Alone 2                       | รูมอะโลน 2                         | Warm                                  | Vai phụ             | [ 8 ]  |
| 2016 | Kiss: The Series                   | รักต้องจูบ                           | Pete                                  | Vai phụ             | [ 9 ]  |
| 2016 | Lovey Dovey                        | แผนร้ายนายเจ้าเล่ห์                   | Dew                                   | Vai phụ             | [ 10 ] |
| 2016 | U-Prince Series: The Foxy Pilot    | ฮอว์ค                              | Phillip                               | Vai phụ             |        |
| 2016 | Little Big Dream                   | ความฝันอันสูงสุด                      |                                       | Khách mời           |        |
| 2017 | Secret Seven                       | เธอคนเหงากับเขาทั้งเจ็ด               | Alan                                  | Vai chính           |        |
| 2018 | Kiss Me Again                      | จูบให้ได้ถ้านายแน่จริง                  | Pete                                  | Vai chính           |        |
| 2018 | Rai Sanaeha                        | เรื่องที่ขอ                           | Anukhom                               | Vai phụ             |        |
| 2018 | Our Skyy (tập Pete-Kao)            | อยากเห็นท้องฟ้าเป็นอย่างวันนั้น ตอน พีทเก้า | Pete                                  | Vai chính           |        |
| 2019 | 3 Will Be Free                     | สามเราต้องรอด                      | Shin                                  | Vai chính           |        |
| 2019 | Dark Blue Kiss                     | จูบสุดท้ายให้นายคนเดียว                | Pete                                  | Vai chinh           |        |
| 2019 | Sowrd Master Across Worlds         | ขุนปราบดาบข้ามภพ                    | D.Aun                                 | Khach moi           | ÉP1    |
| 2020 | Club Sapan Fine                    | รักเติมเงินน                         | Pae                                   | Vai phụ             | [ 11 ] |
| 2020 | The Gifted: Graduation             | -                                 | Yuth/Supot (trẻ)                      | Khách mời           |        |
| 2020 | I'm Tee, Me Too                    | คนละทีเดียวกัน                       | Teedo                                 | Vai chính           | [ 12 ] |
| 2021 | Girl2K                             | สาวออฟฟิศ 2000 ปี                   | Matt                                  | Khách mời           |        |
| 2021 | Remember You                       | คือเธอ                             | Paytai                                | Vai chính           |        |
| 2021 | The Player                         | รัก เป็น เล่น ตาย                    | Thám tử Tin                           | Vai chính           |        |
| 2022 | The Three GentleBros               | คู่แท้แม่ไม่เลิฟ                        | M.L.Tevis/Thames                      | Vai chính           | [ 13 ] |
| 2022 | Good Old Days                      | ร้านขายควาามทรงจำ                  |                                       | Vai chính           | [ 13 ] |
| 2023 | Tannam                             | แทนแมน ทำแทนได้                    | Tonbun Jaijongdee / Pi Patthamalikhit | Vai chính / Dual    |        |
| 2023 | Midnight Museum (Bảo tàng Nửa Đêm) |                                   | Boon                                  | Vai phụ / Phản diện | [ 14 ] |
| 2023 | Cherry Magic                       | 30 ยังซิง                           | Karan                                 | Vai chính           | [ 15 ] |

### TV Show
| Năm  | Tên show                                         | Ghi chú                                                        | Tham khảo     |
| ---- | ------------------------------------------------ | -------------------------------------------------------------- | ------------- |
| 2014 | Five Live Fresh                                  | Host                                                           |               |
| 2015 | Talk with Toey Tonight                           | Khách mời (Tập 34, 93)                                         |               |
| 2015 | Loukgolf’s English Room                          | Khách mời (Tập 181)                                            |               |
| 2016 | Let's Play Challenge                             | Khách mời (Tập 5, 34, 50)                                      |               |
| 2017 | Off Gun Fun Night Extra                          | Khách mời (Tập 2, 4)                                           |               |
| 2017 | Off Gun Fun Night                                | Khách mời (Tập 3, 8-9)                                         |               |
| 2017 | #TEAMGIRL                                        | Khách mời (Tập 76-77, 99)                                      |               |
| 2018 | How Well Do You Know Each Other                  | Thành viên chính                                               |               |
| 2018 | Find the Wasabi in Nagoya                        | Thành viên chính                                               |               |
| 2018 | TayNew Meal Date                                 | Host chính                                                     |               |
| 2018 | Tred Tray Fest with Tay Tawan                    | Host chính                                                     |               |
| 2018 | Yai & the Grandsons                              | Khách mời (Tập 9-10)                                           |               |
| 2018 | Cougar on the Prowl Season 2                     | Khách mời (Tập 3)                                              |               |
| 2018 | Talk with Toey One Night                         | Khách mời (Tập 38, 64)                                         |               |
| 2018 | The Driver                                       | Khách mời (Tập 97)                                             |               |
| 2018 | School Rangers                                   | Host chính                                                     |               |
| 2019 | Be My Baby                                       | Khách mời (Tập 3, 5)                                           |               |
| 2019 | Yai & The Grandsons Special                      | Khách mời (Tập 1)                                              |               |
| 2019 | Jen Jud God Jig                                  | Khách mời (Tập 16)                                             |               |
| 2019 | Marchu                                           | Khách mời (Tập 22)                                             |               |
| 2019 | Off Gun Fun Night Season 2                       | Khách mời (Tập 3, 7, 9-10)                                     |               |
| 2019 | Let's Play Challenge Special                     | Khách mời (Tập 2)                                              |               |
| 2019 | Sanae Hong Krueng                                | Host chính                                                     |               |
| 2019 | Moo Jong Pang                                    | Khách mời (Tập 22)                                             |               |
| 2019 | 5 Golden Rings                                   | Khách mời (Tập 22)                                             |               |
| 2019 | Nung Na Rong: Interviews                         | Khách mời                                                      |               |
| 2019 | Arm Share                                        | Khách mời (Tập 7, 15, 22, 26, 30, 38, 42, 44, 62, 83, 86, 103) |               |
| 2020 | BRAND'S Summer Camp                              | Thành viên chính                                               |               |
| 2020 | Game Nong Gong Phi                               | Khách mời (Tập 4)                                              |               |
| 2020 | The Wall Song                                    | Khách mời (Tập 57, 94)                                         |               |
| 2020 | Tred Tray with Tay Tawan Special                 | Host chính                                                     |               |
| 2020 | OffGun Mommy Taste                               | Khách mời (Tập 6)                                              |               |
| 2020 | Beauty & the Babes Season 3                      | Host chính                                                     |               |
| 2020 | LogLog                                           | Khách mời (Tập 17)                                             |               |
| 2020 | GoyNattyDream - Would You Love Us If We Love You | Khách mời (Tập 53)                                             |               |
| 2020 | TayNew Meal Date Special                         | Host chính                                                     |               |
| 2020 | Friend Drive                                     | Host chính                                                     |               |
| 2020 | Play Zone                                        | Khách mời (Tập 1)                                              |               |
| 2020 | Off Gun Fun Night: Season 2 Special              | Khách mời (Tập 2-3)                                            |               |
| 2020 | Live At Lunch Season 1                           | Thành viên chính (Tập 2, 12)                                   |               |
| 2020 | Hungry Sister                                    | Host chính                                                     |               |
| 2020 | Come & Join Gun                                  | Khách mời (Tập 3-4)                                            |               |
| 2020 | SosatSeoulsay                                    | Khách mời (Tập 47)                                             |               |
| 2020 | Talk with Toey                                   | Khách mời (Tập 37, 45)                                         |               |
| 2021 | Safe House 2: Winter Camp                        | Thành viên chính                                               |               |
| 2021 | Safe House                                       | Thành viên chính                                               |               |
| 2021 | Krahai Lao Special                               | Host chính                                                     |               |
| 2021 | Live At Lunch: Friend Lunch Friend Live          | Khách mời (Tập 4, 5)                                           |               |
| 2021 | Live At Lunch Season 2                           | Khách mời (Tập 13)                                             |               |
| 2021 | Krahai Lao                                       | Host chính                                                     |               |
| 2021 | If the World Doesn't Have GPS                    | Khách mời (Tập 11)                                             |               |
| 2021 | Hueb Talk                                        | Khách mời (Tập 1, 5)                                           |               |
| 2021 | Fin's Kitchen                                    | Khách mời (Tập 14)                                             |               |
| 2022 | Young Survivors                                  | Thành viên chính (Tập 1-2)                                     |               |
| 2022 | Asoramit                                         | Khách mời (Tập 8)                                              |               |
| 2022 | Let’s Play Lay’s 24 Hrs                          | Thành viên chính                                               |               |
| 2022 | Baddy 3 Friends                                  | Khách mời (Tập 16)                                             |               |
| 2022 | Good Old Days: Special Interview                 | Khách mời                                                      |               |
| 2022 | LAY's On Cruise                                  | Thành viên chính                                               |               |
| 2022 | Safe House 4: Vote                               | Thành viên chính                                               | [ 16 ]        |
| 2022 | Once Upon A Time With Tay Tawan                  | Host                                                           |               |
| 2022 | The Story                                        | Khách mời (Tập 5)                                              |               |
| 2022 | Project Alpha                                    | Khách mời (Tập 10,11)                                          |               |
| 2022 | TayNew Meal Date in Japan                        | Host                                                           | [ 17 ] [ 18 ] |
| 2023 | LAY's very Thai very Toey                        | Khách mời (Tập 3, đặc biệt)                                    |               |
| 2023 | The Wall Song                                    | Khách mời (Tập 129)                                            |               |

## Âm nhạc
| Năm  | Tên bài hát                                                                                | Tên tiếng Anh       | Đài         | Ref.          |
| ---- | ------------------------------------------------------------------------------------------ | ------------------- | ----------- | ------------- |
| 2019 | ไม่มีนิยาม (Mai Mee Niyahm) - cùng với Thitipoom Techaapaikhun                                | No Definition       | GMM Grammy  | [ 19 ] [ 20 ] |
| 2020 | เสื้อกันหนาว (Seua Gun Nao) - cùng với Lula Kanyarat                                          | —                   | White Music | [ 21 ]        |
| 2021 | เก็บความรู้สึกเก่ง (từ Album Boys Don't Cry)                                                    | Invisible Tears     | GMM Grammy  |               |
| 2022 | ใครคืออองชองเต (Khır Enchante)                                                              | Who is Enchante?    | GMM Grammy  | [ 22 ]        |
| 2023 | แอบตะโกน (Aep Takon) - cùng với Thitipoom Techaapaikhun                                    | Loudest Love        | GMM Grammy  | [ 23 ]        |
| 2023 | พลังวิเศษของคนไม่พิเศษ (Phlang Wiset Khong Khon Mai Phiset) - cùng với Thitipoom Techaapaikhun | Everything is Magic | GMM Grammy  | [ 24 ]        |

## Giải thưởng và đề cử
| Năm  | Giải thưởng              | Hạng mục                   | Tác phầm đề cử                                              | Kết quả   | Ref.   |
| ---- | ------------------------ | -------------------------- | ----------------------------------------------------------- | --------- | ------ |
| 2019 | Buddhist Diplomacy Award | Makha Bucha Day Ambassador | —                                                           | Đoạt giải | [ 25 ] |
| 2019 | Khon Dee Sri Siam Award  | Exemplary Model            | —                                                           | Đoạt giải | [ 26 ] |
| 2020 | LINE TV Awards           | Best Couple                | Dark Blue Kiss (với Thitipoom Techaapaikhun)                | Đề cử     | [ 27 ] |
| 2020 | Maya Awards              | Best Official Soundtrack   | ไม่มีนิยาม (Mai Mee Ni Yam) (cùng với Thitipoom Techaapaikhun) | Đoạt giải | [ 28 ] |
| 2021 | Kazz Awards 2021         | Favorite's Kazz Magazine   | —                                                           |           |        |

## Đời tư
Vào ngày 29 tháng 6 năm 2017, anh đã xuất gia tại Wat Bowonniwet Vihara.